# Universiteit van Split
De Universiteit van Split (Kroatisch: Sveučilište u Splitu) is een publieke onderzoeksuniversiteit, gevestigd in Split, Kroatië. De universiteit werd opgericht op 15 juni 1974 en is de afgelopen jaren flink uitgebreid. Ze heeft 11 faculteiten en een volgens de Bolognaverklaring georganiseerd Engelstalig medicijnprogramma.
In de QS World University Rankings van 2020 staat de Universiteit van Split op een 106de plaats in de EECA (Oost-Europa en Centraal-Azië) ranglijst, waarmee het de 2e Kroatische universiteit op de lijst is.